# Cheleion malayanum
Cheleion malayanum är en skalbaggsart som beskrevs av Vardal och Mattias Forshage 2010. Cheleion malayanum ingår i släktet Cheleion och familjen Aphodiidae. Inga underarter finns listade i Catalogue of Life.